# 霍森斯
霍森斯（丹麥語：Horsens）是丹麦日德兰半岛东部的一座港口城市，市内有金属工业和制烟工业。2006年滚石乐队和麦当娜曾在此举办音乐会。
欧洲E45公路通过霍森斯。

## 人口
人口发展（数据为1月1日数据）：
| - 1980年 - 54,533人 - 1985年 - 54,461人 - 1990年 - 55,210人 - 1995年 - 55,252人 | - 1999年 - 56,595人 - 2000年 - 56,803人 - 2003年 - 57,651人 - 2005年 - 58,560人 |

## 欧洲中世纪节
从1995年开始在霍森斯每年8月的最后一个周末举办“欧洲中世纪节”，市区的一部分完全恢复成中世纪的模样，现代化的设施如路灯、电话亭等完全被用木板遮起来。

## 名人
- 维他斯·白令（1680年－1741年），探险家
- 沃恩·霍尔姆波（1909年－1996年），作曲家

## 友好城市
- 芬兰 諾基亞
- 冰島 布倫迪歐斯
- 挪威 莫斯
- 瑞典 卡爾斯塔德